# UNITER 2004
Ediția a XII-a a Premiilor UNITER a avut loc la 5 aprilie 2004 la Teatrul Național din București.
Juriul de selecție a fost format din criticii Magdalena Boiangiu, Alice Georgescu și Mircea Morariu, iar al doilea juriu din criticii de teatru Natalia Stancu și Ion Cazaban, actorul Emil Boroghină, regizorul Tudor Mărăscu și scenograful Nina Brumușilă.

## Nominalizări și câștigători
Câștigătorii apar cu litera aldine.

### Premiul pentru cel mai bun spectacol
- Cumnata lui Pantagruel / Omagiu lui Rabelais după François Rabelais, coproducție a Companiei Silviu Purcărete din Lyon, a Teatrului Maghiar de Stat din Cluj Napoca, a Teatrului „Radu Stanca” din Sibiu (regia: Silviu Purcărete)
- Jacques sau supunerea de Eugen Ionescu la Teatrul Maghiar de Stat din Cluj Napoca (regia: Tompa Gábor)
- Oblomov, scenariu de Mihaela Tonitza-Iordache după romanul omonim al lui I.A. Goncearov, la Teatrul „L.S. Bulandra” (regia: Alexandru Tocilescu)

### Premiul pentru cea mai bună regie
- Bocsárdi László pentru spectacolul Antigona de Sofocle la Teatrul „Tamási Áron” din Sfîntu Gheorghe
- Alexandru Colpacci pentru spectacolul Între două femei (La fausse suivante) de Marivaux la Teatrul Național din Tîrgu Mureș, Compania „Tompa Miklós”
- Mihai Măniuțiu pentru spectacolele Experimentul Iov, scenariu de Mihai Măniuțiu după Cartea lui Iov, la Teatrul „Radu Stanca” din Sibiu și Tragica istorie a doctorului Faust de Christopher Marlowe la Teatrul Maghiar de Stat din Cluj Napoca

### Cea mai bună scenografie
- Dragoș Buhagiar pentru scenografia spectacolului Oblomov - Teatrul „L.S. Bulandra” București
- Vittorio Holtier pentru scenografia spectacolului Arden din Feversham - Teatrul Odeon București
- Labancz Klára pentru scenografia spectacolului Între două femei (La fausse suivante) de Marivaux - Teatrul Național din Tîrgu Mureș - Compania Tompa Miklós

### Cel mai bun actor în rol principal
- Biró József pentru rolul Creon din spectacolul Antigona de Sofocle de la Teatrul „Tamási Áron” din Sfântu Gheorghe
- Bogdán Zsolt pentru rolul Faust tânăr din spectacolul Tragica istorie a doctorului Faust de Christopher Marlowe la Teatrul Maghiar de Stat din Cluj-Napoca
- Marian Rîlea pentru rolul Iov din spectacolul Experimentul Iov, scenariu de Mihai Măniuțiu după Cartea lui Iov, la Teatrul „Radu Stanca” din Sibiu

### Cea mai bună actriță în rol principal
- Coca Bloos pentru rolurile Domnișoara Rash din spectacolul Norocul îi ajută pe cei îndrăzneți de Franz Xaver Kroetz la Teatrul Act București și Ofelia din spectacolul Ich bin Ofelia de Gertrud Fusfenegger la Clubul Prometheus București
- Elena Popa pentru rolul Dora din spectacolul Nevrozele sexuale ale părinților noștri de Lukas Bärfuss la Teatrul „Toma Caragiu” Ploiești
- Antoaneta Zaharia pentru rolul Copila din spectacolul De ce fierbe copilul în mămăligă de Aglaja Veteranyi la Teatrul Odeon

### Cel mai bun actor în rol secundar
- Tudor Chirilă pentru rolul Malvolio din spectacolul A douăsprezecea noapte de William Shakespeare la Teatrul de Comedie
- Sebastian Papaiani pentru rolul Zahar din spectacolul Oblomov, scenariu de Mihaela Tonitza-Iordache după romanul omonim al lui I.A. Goncearov, la Teatrul „L.S. Bulandra”
- Victor Rebengiuc pentru rolul Jevakin din spectacolul Căsătoria de N.V. Gogol la Teatrul „L.S. Bulandra”

### Cea mai bună actriță în rol secundar
- Virginia Mirea pentru rolul Agafia Matveevna din spectacolul Oblomov la Teatrul „L.S. Bulandra”
- Adriana Trandafir pentru rolul Mama din spectacolul De ce fierbe copilul în mămăligă de Aglaja Veteranyi la Teatrul Odeon
- Clara Vodă pentru rolul Ninuccia din spectacolul De Pretore de Eduardo de Filippo la Teatrul L.S. Bulandra

### Critică teatrală
- Cristina Modreanu
- Doina Papp
- Miruna Runcan

### Premiul pentru teatru radiofonic
- Levantul de Mircea Cărtărescu, regia artistică Gavriil Pinte

### Debut
- Gabriela Iacob pentru rolul Viola / Cesario din spectacolul A douăsprezecea noapte de William Shakespeare - Teatrul Național „Vasile Alecsandri” Iași
- Răzvan Oprea pentru rolul Lisandru din spectacolul Visul unei nopți de vară de William Shakespeare - Teatrul Național „I.L. Caragiale” București
- Szalma Hajnalka pentru rolul Nina Zarecinaia din spectacolul Pescărușul de A.P. Cehov - Teatrul „Tomcsa Sàndor” - Odorheiu Secuiesc

### Premiul pentru întreaga activitate
- actor - Ovidiu Iuliu Moldovan
- actriță - Tamara Buciuceanu Botez și Draga Olteanu Matei
- scenografie - Romulus Feneș
- regie - David Esrig
- critică - Alexandru Firescu și Constantin Gheorghiu

### Premiul special al președintelui UNITER
- Senkalski Endre, de la Teatrul Maghiar din Cluj

### Premii speciale
- Premiul special pentru muzică de teatru: Iosif Herțea
- Premiul special pentru teatrul de copii: Boris Petroff
- Premiul special pentru teatrul de păpuși: Cristian Pepino
- Premiul special pentru teatrul de revistă: Horia Șerbănescu
- Premiul special pentru circ: Costache Crețu

### Premiul de Excelență
- Marcel Iureș, fondatorul Teatrului Act - catalizator al mișcării teatrale independente

### Cea mai bună piesă românească a anului 2003
- Alegerea lui Alexandru Șuțo de Dumitru Crudu, reprezentată la Teatrul Tineretului din Piatra Neamț, Teatrul Radiofonic (regia Gavril Pinte), TVR 1 (regia Dominic Dembinski), Teatrul Mihai Eminescu, Botoșani (regia Sandu Vasilache). Se repeta în Camerun, în limba franceză, și la Teatrul Satiricus – Ion Luca Caragiale, Chișinău[1]